# آر إس 232

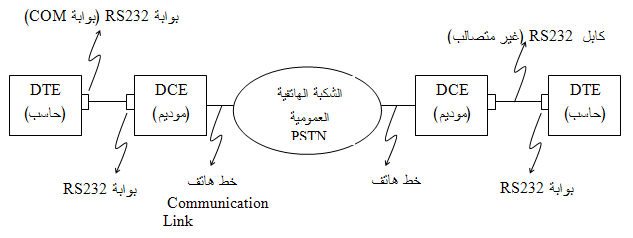
ربط DTE مع DCE باستخدام RS-232

آر إس 232 (بالإنجليزية: RS-232)‏ هو معيار لنقل المعلومات تسلسلياً في نمط ثنائي الاتجاه (Full Duplex) بشكل متزامن أو غير متزامن (الشائع الاستخدام هو غير المتزامن الذي يستخدم Start-Stop). لقد صمم هذا المعيار أساساً لربط جهاز نهاية معلومات (Data Terminal Equipment DTE) مثل الكومبيوتر أو الميصال (لوحة مفاتيح وشاشة أي Terminal) مع جهاز اتصال معلومات (Data Communication Equipment DCE) مثل الموديم (Modem).
لقد تم وضع هذا المعيار في عام 1962 من قبل جمعية الصناعات الإلكترونية الأمريكية ويرمز لها بـ (EIA) اختصاراً لـ (Electronic Industries Association) لقد تم في هذا المعيار تعريف جهود الإشارات (Signal Voltages) وأزمنتها (Timing) ووظائفها (Function) وقواعد تبادل المعلومات (Protocol). لقد قامت منظمة الـ (EIA) بإجراء ثلاثة تعديلات في هذا المعيار منذ تصميمه وآخرها كان عام 1991، حيث تم استبدال الاسم (RS-232) بالاسم (EIA-232E) للدلالة على تغير بعض التسميات وإضافة بعض الإشارات.

## التعريف ببعض الرموز المتعلقة بالمعيار RS-232
يتم استخدام رموز عديدة متعلقة بهذا المعيار وسنقوم فيما يلي بتوضيح هذه الرموز:
- EIA: جمعية الصناعات الإلكترونية وهي جمعية تجارية أمريكية قامت بوضع معايير عديدة في مجال الكهرباء والإلكترونيات وهذه المعايير تميز بأرقام خاصة كما في المعيار RS-232 ونظراً لأن هذه المعايير لم تكن معتمدة من قبل معهد المعايير الوطنية الأمريكية (American National Standards Institute ANSI) فإن أرقام المعايير كانت تسبق بالحرفين (RS) اختصاراً لـ (Recommended Standard) أي المعيار المقترح. في عام 1984 تم الاعتراف بالـ EIA من قبل الـ ANSI ولذلك تم بعدها الاستغناء عن RS ولهذا فإن النموذج الرابع من معيار RS-232 أصبح يسمى كما يلي:ANSI/EIA-232 أو اختصاراً بـ EIA-232-D. كذلك ينبغي التنويه إلى أننا نجد الاسم EIA/TIA-232 للدلالة على EIA-232 ويعود السبب إلى أن TIA كانت جزءاً من الـ EIA وحاليا أصبح لها بعض الاستقلالية وهذا الرمز اختصاراً لجمعية صناعة الاتصالات البعيدة (Telecommunications Industry Association).
- RS-232: المعيار الموضوع من قبل EIA/TIA ويحدد المواصفات الفيزيائية والكهربائية (Physical and Electrical) لنقل المعلومات بشكل تسلسلي بين الـ DTE والـ DCE.
- RS-232C: هو نفسه الـ RS-232 ولكن باستخدام المقبس نوع DB25.
- RS-232D: هو نفسه الـ RS-232 ولكن باستخدام المقبس نوع RJ-45 وكذلك يرمز له بـ EIA-561.
- EIA/TIA-574: هو نفسه الـ RS-232 ولكن باستخدام المقبس نوع DB9 وكذلك يسمى TIA-574.
- V.24: هو معيار موضوع من قبل الـ ITU أي اتحاد الاتصالات الدولي (International Telecommunication Union) والذي كان يسمى سابقاً بـ CCITT وهو تابع للأمم المتحدة. إن هذا المعيار يعرف أسماء الإشارات المستخدمة في RS-232 أما خواصها الكهربائية فانها تعرف بالمعيار V.28 ولذلك فإن V.24 وV.28 يستخدمان للدلالة على الـ RS-232.

## تسميات الإشارات ووظائفها
ذكرنا سابقا أنه تم وضع هذا المعيار لتحديد طريقة ربط الـ DTE مع الـ DCE من أجل تبادل المعلومات تسلسلياً بينهما. كذلك يجب أن نتذكر أن الـ DCE سيربط من الناحية الثانية إلى مقسم هاتفي آلي عبر خط هاتف أي عبر زوج من الأسلاك الهاتفية وهذا يعني وجود إشارات متعلقة بهذا الموضوع كما سنرى لاحقا.
كذلك يجب الانتباه إلى أن المعيار يعرف بوابة الربط فقط أي مواصفاتها الفيزيائية وتسميات ووظائف الأرجل فيها (أي الإشارات) وكذلك يحدد مستويات الجهود والمواصفات الزمنية لهذه الإشارات ولكنه لايحدد طريقة تصميم دارات الربط التي ستؤمن المواصفات المحددة لبوابة الربط وتترك هذه للصانع نفسه (انظر الشكل 2).
سنشرح فيما يلي مواصفات البوابة RS-232 من ناحية التسميات والوظائف، أما المواصفات الكهربائية والزمنية فسنشرحها لاحقا ولكن ينبغي التنويه إلى نقطة هامة جداً وهي وجود نوعين من بوابات
RS-232 أحدها خاص بالـ DTE والآخر خاص بالـ DCE وسنقوم الآن بدراسة بوابة الـ DTE وبعد ذلك نتحدث عن بوابة الـ DCE.

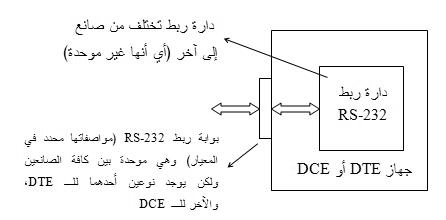
الشكل 2 جهاز ذو بوابة RS-232

### بوابة RS-232 نوع DTE
إن هذه البوابة لها أشكال مختلفة:DB25، DB9، RJ-45 وسنشرحها فيما يلي:

#### بوابة RS-232 نوع DTE باستخدام المقبس DB25

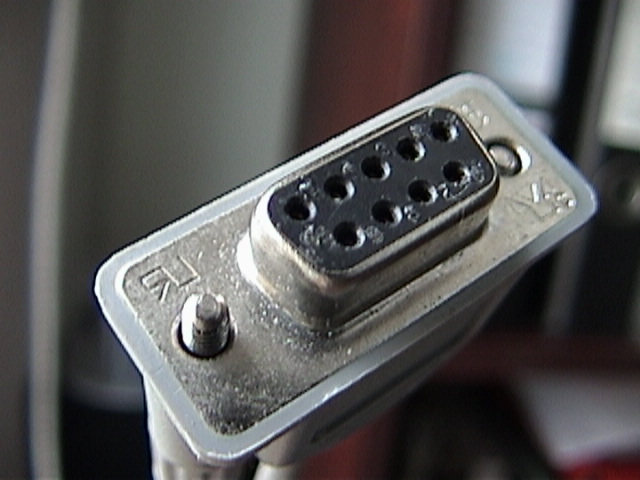
Prise femelle en extrémité de câble type DE-9

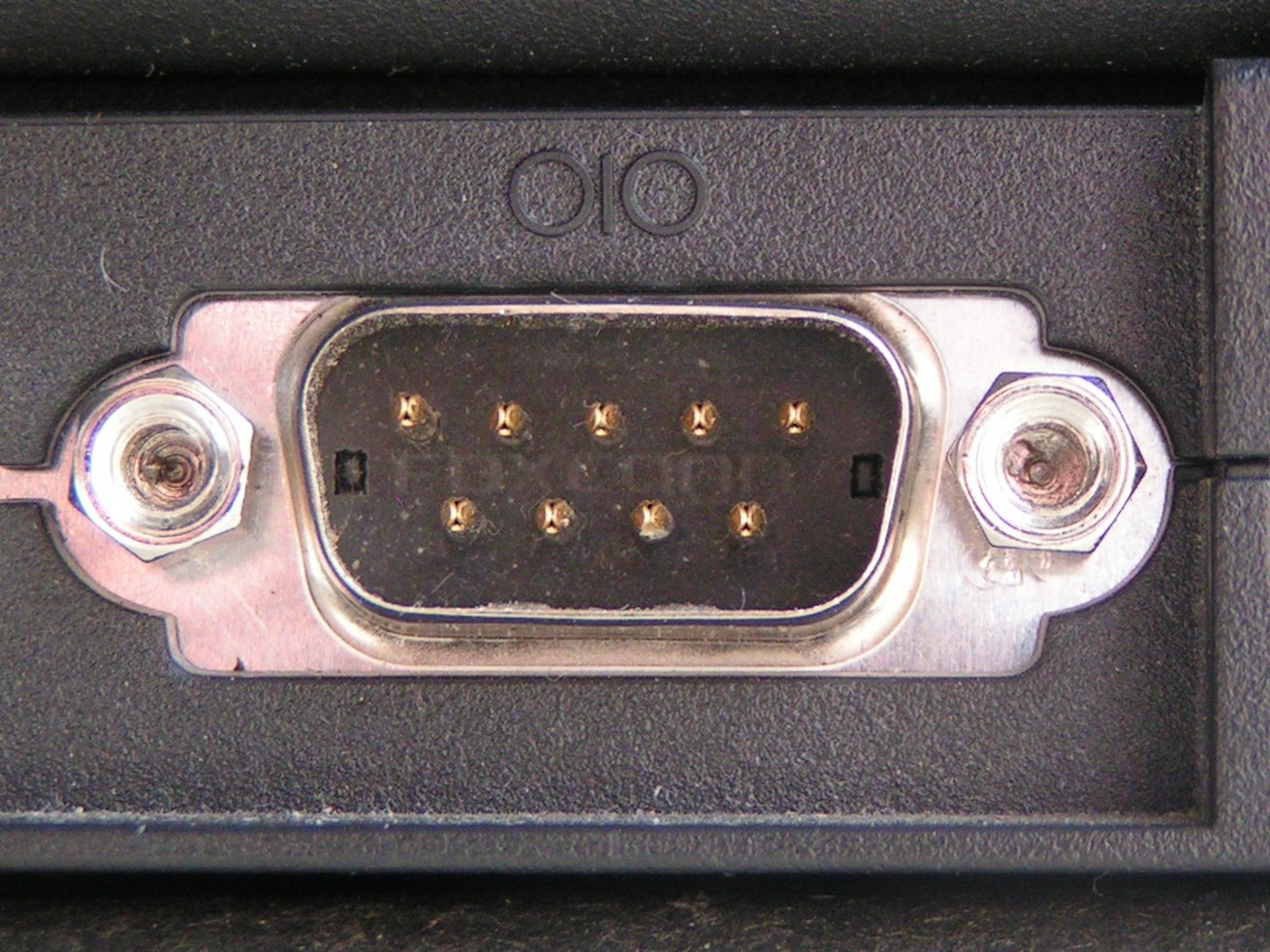
Un connecteur DE-9, improprement appelé DB-9, mâle utilisé comme port série sur un حاسوب شخصي

إن تسميات الأرجل في هذا المقبس هي كما في الشكل 3 (يتم النظر بحيث تتم رؤية الأرجل)، حيث يمكن تقسيم هذه الأرجل (دبوس) حسب وظائفها إلى ستة مجموعات كما يلي:

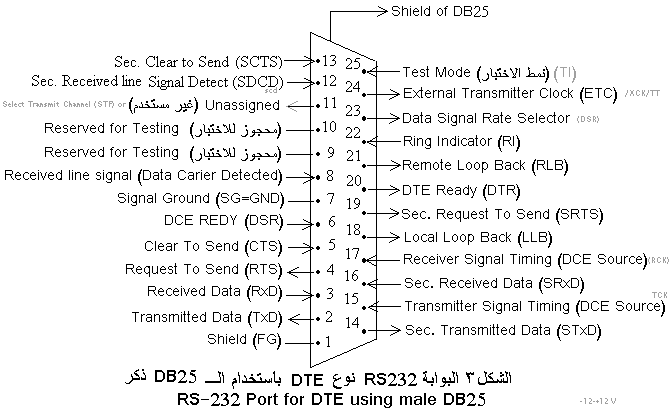

1- مجموعة أرضي الإشارة وأرضي الإطار (Signal Ground and Frame Ground) وتشمل:
Pin7: ويرمز لها بـ SG أو GND اختصاراً لـ (Signal Ground) ويمثل أرضي الإشارة وليس له اتجاه لأنه يعتبر المرجع (Reference) الذي تقاس بالنسبة له كافة الإشارات الموجودة في المعيار وهذا يعني أن الـ RS-232 هو من نوع Single-Ended أي وحيد النهاية (نهاية مفردة) وليس من نوع Differential أي تفاضلي. إن نوع Single-Ended يستخدم سلك واحد لكل إشارة أما السلك الثاني للإشارة فيكون مشتركاً لكافة الإشارات ويسمى أرضي الإشارة Signal Ground. أما النوع التفاضلي (يسمى أحياناً متوازن Balanced) فيستخدم سلكين مستقلين لكل إشارة على حدة وبالتالي لايوجد أرضي إشارة مشترك وهذا النوع ذو تكلفة أكبر ولكنه أكثر مقاومة للضجيج ويمكن استخدامه لمسافات أطول. كذلك ينبغي التنويه إلى أن الـ (Signal Ground) هو مختلف عما يسمى بأرضي الحماية (Protective Ground)، فالأخير يستخدم عادة لتوصيل شاسيه (هيكل) الجهاز (Chassis) إلى الأرضي الفعلية وتسمى هذه العملية بالتأريض (Grounding = Earthing) ولها الفوائد التالية:
- حماية الإنسان من التكهرب عندما يحصل تماس بين شاسيه الجهاز وسلك التغذية الكهربائية المسمى بالفاز (Phase).
- حماية مكونات الجهاز من الحقل الكهرطيسي الموجود خارجه، أي حمايته من التشويش.
- تقليل التشويش الكهرطيسي الصادر عن الجهاز أي تقليل التأثير الكهرطيسي على الأجهزة المجاورة له.

Pin1: ويرمز له بـ FG اختصاراً لـ (Frame Ground) أي أرضي الإطار (الشاسيه) وليس له اتجاه، وكذلك فهو يسمى أيضاً بالـ Shield أي الحاجب أو الواقي. يجب أن توصل هذه الرجل إلى شاسيه الجهاز وبالتالي عند توصيل الـ DTE والـ DCE بكابل آر إس 232 فإن إطاري الجهازين يتم ربطهما مع بعض وهنا يجب الانتباه إلى أحد الاطارين فقط يجب أن يكون مؤرضا بشكل جيد (Grounded) أما الآخر فيجب أن لايكون مؤرضا كي لايحصل مايسمى بالحلقة الأرضية (Ground Loop) وهذه الحلقة تصبح معرضة للتأثر بشكل كبير بالحقل الكهرطيسي وخاصة الناتج من كابلات التغذية الكهربائية العادية. إن هذا التأثير قد يسبب مرور تيارات كهربائية ضارة لكلا الجهازين (انظر الشكل 4).

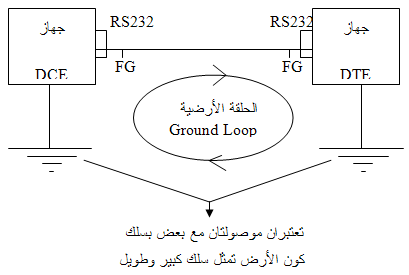
الشكل 4 الحلقة الأرضية (Ground Loop)

2- مجموعة قناة الاتصال الرئيسية (Primary Communications Channel): تشمل هذه المجموعة الإشارات التالية:
Pin2- ويرمز لها بـ TxD اختصاراً لـ (Transmitted Data)، أي المعلومات المرسلة ووظيفتها نقل المعلومات من DTE إلى DCE، عندما لايوجد معلومات يجب أن توضع هذه الإشارة في حالة واحد منطق (Logic-1) وهذه الحالة تسمى في معيار RS-232 بحالة (Mark) أو (OFF) ويقابلها عادة جهد سالب يتراوح بين -3V و-25V.
Pin3- ويرمز لها بـ RxD اختصاراً لـ (Received Data)، أي المعلومات المستقبلة ووظيفتها نقل المعلومات من DCE إلى DTE. عندما لايوجد معلومات توضع في حالة Mark من قبل الـ (DCE).
Pin4- ويرمز لها بـ RTS اختصاراً لـ (Request To Send)، أي طلب الإرسال ووظيفتها إعلام الـ DCE بأن الـ DTE يرغب في إرسال المعلومات إليه وهذا الإعلام يتم بوضع الإشارة في حالة صفر منطق (Space).
Pin5- ويرمز لها بـ CTS اختصاراً لـ (Clear To Send)، أي جاهز لاستقبال الإرسال من الـ DTE. ووظيفتها إعلام الـ DTE بأن الـ DCE جاهز لاستقبال المعلومات التي يرغب بإرسالها إليه وبإمكانه البدء بذلك وهي تفعَّل عادة كجواب على الـ RTS. مما تقدم نلاحظ أن الإشارتين RTS وَ CTS تؤمنان عملية تنظيم تدفق المعلومات بين DTE والـ DCE، ولذلك تطلق عليهما تسمية إشارات المصافحة (Handshaking Signals).
3- مجموعة قناة الاتصال الثانوية (Secondary Communication Channel) وتشمل الإشارات التالية:
Pin14- ويرمز لها بـ STxD.
Pin16- ويرمز لها بـ SRxD.
Pin19- ويرمز لها بـ SRTS.
Pin13- ويرمز لها بـ SCTS.
وهذه الإشارات مكافئة للمناظرة لها في مجموعة قناة الاتصال الرئيسية ولكنها تستخدم عادة لنقل المعلومات بمعدل منخفض.
مما تقدم نلاحظ أن الـ RS-232 يسمح بوجود قناتين للمعلومات وكل منهما ثنائية الاتجاه. إن الحاجة لهاتين القناتين تأتي من أن بعض أجهزة الـ DCE تتعامل مع قناتين في نفس الوقت عبر الخطوط الهاتفية المربوطة إليها.
4- مجموعة التحكم بالموديم وحالته (Modem Status and Control Signals) وتشمل:
Pin6- ويرمز لها بـ DSR اختصاراً لـ (Data Set Ready)، أي جاهزية جهاز المعلومات وهذا الجهاز هو نفسه طبعاً الـ DCE. وهذه الإشارة تصدر من الـ DCE إلى DTE لإعلامه بأنه جاهز للعمل وأن قناة الاتصال المربوط إليها جاهزة أيضاً.
Pin20- ويرمز له بـ DTR اختصاراً لـ (DTE Ready)، أي جاهزية الجهاز الطرفي (الميصال) وتصدر هذه الإشارة من الـ DTE إلى الـ DCE لإعلامه بأنه جاهز للعمل وتفعَّل عادة عند الـ Powered ON. تجدر الملاحظة إلى أن الـ DSR لاتفعَّل إلا إذا كانت الـ DTR فعالة مسبقا.
Pin8- ويرمز لها بـ DCD اختصاراً لـ (Data Carrier Detect)، وكذلك يرمز لها أحيانا بـ CD فقط. إن هذه الإشارة تصدر من الـ DCE إلى DTE لإعلامه بأنه قد تم الاتصال مع جهاز الـ DCE البعيد وأنه استقبل منه نغمة جوابية (Answer Tone). إن هذه الإشارة ذات أهمية عندما يكون الـ DCE من نوع موديم فقط، كذلك ننوه إلى أن الـ DCE البعيد هو الذي يتم الاتصال معه عن بعد عبر الخطوط الهاتفية.
Pin12- ويرمز لها بـ SDCD وهي مثل الـ DCD ولكن تخص القناة الثانوية.
Pin22- ويرمز لها بـ RI اختصاراً لـ (Ring Indicator) أي مؤشر الجرس (الرنين) وهي تصدر من الـ DCE إلى الـ DTE للدلالة على أنه يقوم باستقبال إشارة جرس عبر خط الهاتف المربوطة إليه. هذه الإشارة تكون ذات أهمية فقط في حالة الـ DCE من نوع موديم.
Pin23- لايستخدم لها رمز مختصر واسمها الكامل هو (Data Signal Rate Selector)، أي ناخب معدل معلومات الإشارة. وهذه الإشارة يمكن أن تصدر من أحد الجهازين فقط (DTE) أو (DCE) لتحديد معدل منخفض أو معدل مرتفع لسرعة المعلومات في الجهاز الآخر. إن دارة ربط البوابة RS-232 يجب أن تصمم بحيث تتمتع بهذه الإمكانيات ويتم عادة قيادة دارة الربط بواسطة البرمجيات المناسبة أو بواسطة مفاتيح أو وصلات (Jumpers) خارجية.
5- مجموعة إشارات التوقيت للمرسل والمستقبل (Transmitter &Receiver Timing) وتشمل الإشارات التالية:
Pin15- ويرمز لها بـ TC اختصاراً لـ (Transmitter Clock)، أي نبضات المرسل وكذلك فهي تسمى أيضاً بـ (Transmitter Signal Element Timing)، أي توقيت عنصر إشارة المرسل. إن هذه الإشارة تصدر من الـ DCE إلى DTE لتحديد معدل إرساله وتستخدم عادة في نمط العمل المتزامن (Synchronous).
Pin17- ويرمز لها بـ RC اختصاراً لـ (Receiver Clock)، أي نبضات المستقبل وكذلك تسمى أيضا بـ (Receiver Signal Element Timing)، إن هذه الإشارة تصدر من الـ DCE إلى الـ DTE لتحدد له معدل المعلومات التي سيستقبلها من الـ DCE في نمط العمل المتزامن.
Pin24- ويرمز لها بـ ETC اختصاراً لـ (External Transmitter Clock)، أي نبضات المرسل الخارجية وهذه الإشارة تصدر من الـ DTE إلى DCE لتحدد معدل إرسال المعلومات إليه ولكنها لاتستخدم إلا إذا كانت الإشارتين TC وَ RC غير مستخدمتين.
6- مجموعة إشارات اختبار القناة (Channel Test Signals) وتشمل الإشارات التالية:
Pin18- ويرمز لها بـ LL اختصاراً لـ (Local Loop Back)، أي حلقة عودة محلية. وهذه الإشارة تصدر من الـ DTE إلى DCE وعند استقبالها يقوم الـ DCE بتوصيل خرجه إلى دخله من جهة قناة الاتصال (من جهة خط الهاتف) وبالتالي يستطيع المستثمر المحلي القيام باختبار أجهزته المحلية. انظر الشكل 5.

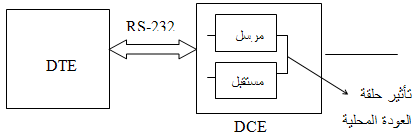
الشكل 5 حلقة العودة المحلية (Local Loop back)

Pin21- ويرمز لها بـ RL اختصاراً لـ (Remote Loop Back)، أي حلقة عودة بعيدة. وهذه الإشارة تصدر من DTE البعيد إلى الـ DCE البعيد بناءً على اتفاق بين المستثمر المحلي والمستثمر البعيد على ذلك. عندما يقوم الـ DCE باستلام هذه الإشارة فإنه يقوم بتوصيل خرجه إلى دخله من جهة الـ DTE وبالتالي فإنه يسمح للمستثمر المحلي باختبار أجهزته المحلية وكذلك قناة الاتصال والـ DCE البعيد، كما في الشكل 6.
Pin25- ويرمز لها بـ TM اختصاراً لـ (Test Mode) أي نمط الاختيار وهذه الإشارة تصدر من الـ DCE إلى الـ DTE لإعلامه أنه أصبح في حالة اختبار (حلقة عودة محلية) وهي بذلك تعتبر استجابة لإشارة LL في الـ Pin18.

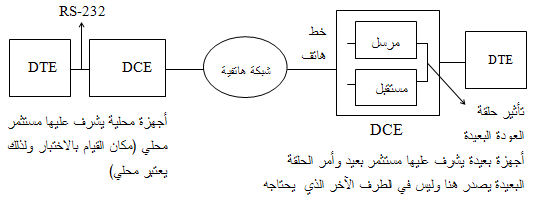
الشكل 6 حلقة العودة البعيدة (Remote Loop Back)

#### بوابة RS-232 نوع DTE باستخدام المقبس DB9
نلاحظ من دراسة إشارات الـ RS-232 الموجودة في المقبس DB25 أنها كثيرة وغير ضرورية في كافة التطبيقات ولذلك تم وضع معيار آخر مختصر باستخدام المقبس DB9 كما في الشكل 7. نلاحظ من الشكل أن الإشارات لاتستخدم أرجلاً (Pins) بنفس الأرقام الموجودة في الـ DB25 وفيما عدا ذلك فإن وظائف الإشارات متماثلة تماماً مع الـ DB25 ولكنها أقل عدداً بكثير. كذلك نلاحظ أنه يصلح للاستخدام مع الإرسال غير المتزامن فقط ولايمكن استخدامه مع المتزامن لغياب الإشارات اللازمة لذلك.

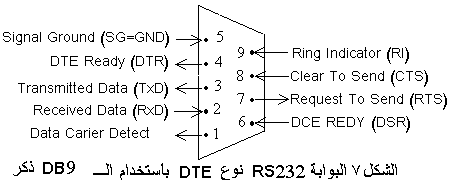

#### بوابة RS-232 نوع DTE باستخدام المقبس RJ-45
إن المقبس RJ-45 يحوي ثمانية تماسات فقط ويشبه مقبس الهاتف الذي يرمز له RJ-11 ويتسع لستة تماسات كما يبين الشكل 8
إن وظائف التماسات في RJ-45 عند استخدامها كبوابة RS-232 هي كما يلي:
1 : RI وأحيانا تستخدم كـ DSR.
2 : DCD.
3 : DTR.
4 : SG.
5 : RxD.
6 : TxD.
7 : CTS.
8 : RTS.

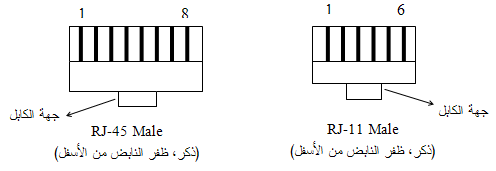
الشكل 8 المقابس RJ-11 وَ RJ45

نلاحظ أن الإشارات المستخدمة مثل الـ DB9 ولكن الأرقام مختلفة ولذلك فهو يستخدم مع الإرسال غير المتزامن فقط وكذلك تجدر الإشارة إلى أن هذا المعيار يسمى أيضاً RS-232-D أو EIA-561.

### بوابة RS-232 نوع DCE
كما ذكرنا سابقا فإن المعيار يحدد نوعين من البوابات أحدهما خاص بالـ DTE والآخر خاص بالـ DCE. لقد تم سابقاً شرح البوابة الخاصة بالـ DTE والآن سنشرح البوابة الخاصة بالـ DCE كما يلي:
لقد تم تصميم معيار بوابة RS-232 من النوع DCE بحيث يؤمن الوصل المباشر بينه وبين البوابة من نوع DTE أي أننا نوصل Pin1 مع Pin1 وكذلك Pin2 مع Pin2 وهكذا. إن هذا التصميم يعني أن اتجاه الإشارات متعاكس تماماً بينهما، فإشارة الخرج في أحد النوعين سوف يقابلها حتماً إشارة دخل في النوع الآخر، فمثلاً الـ Pin2 هي إشارة خرج في الـ DTE ولذلك فهي حتماً إشارة دخل في الـ DCE وهكذا. هنا تجدر الملاحظة ألى أن المعيار يعطي نفس الرموز والتسميات لنفس رقم الرجل سواء كانت DTE أو DCE وهذه التسميات موضوعة من وجهة نظر الـ DTE، وهذا يخلق التباس كبير لدى المستثمرين فمثلاً الـ Pin2 تسمى TxD أي إشارة المعلومات المرسلة وهذه التسمية تنسجم مع الـ DTE ولكنها لاتنسجم مع الـ DCE كونها إشارة دخل ويجب أن تكون التسمية بالنسبة لها هي: إشارة المعلومات المرسلة من الـ DTE أو إشارة المعلومات المستقبلة. لهذا السبب نجد أن بعض الشركات تعطي رموز وتسميات لأرجل الـ DCE بشكل مختلف عن المعيار ولكن الوظائف تبقى ذاتها وبالتالي لاتوجد مشكلة إطلاقاً. مما تقدم نلاحظ أنه يجب عند التعامل مع بوابة RS-232 أن نميز نوعها بدقة أي هل هي DTE أم DCE ويتم ذلك كما يلي (بالنسبة للـ DB25):
- وصل التغذية إلى الجهاز (Power on).
- قم بقياس الجهد بين الرجل رقم 2 والرجل رقم 7 التي تمثل أرضي الإشارة في كلا النوعين. إذا كان هذا الجهد يتراوح بين (3V-) و(25V-) فإنها من نوع DTE وإلا فإنها من نوع DCE.
- للتأكد من نتيجة الخطوة السابقة قم بقياس الجهد بين الرجل رقم 3 والرجل رقم 7 فإذا كان صفراً تقريباً فإنها من نوع DTE وإلا فإنه يجب أن يتراوح بين (3V-) و(25V-) وفي هذه الحالة يكون من نوع DCE وإذا لم يكن كذلك فهناك مشكلة (مثلاً عدم وجود تغذية، توصيل خاطئ،..الخ).

إذا تعذرت عملية القياس فإن هناك طريقة أخرى ولكنها غير صحيحة دائما بسبب مخالفات بعض الشركات وتتلخص بالكشف على مقبس البوابة فإذا كان ذكراً فإن الجهاز هو DTE وإذا كان أنثى فهو DCE ولهذا نلاحظ أن بوابة RS-232 في الموديمات هي من نوع أنثى دائماً أما في الحاسبات فهي من نوع ذكر دائما.
كذلك ينبغي التنويه إلى أن دارة الربط لبوابة RS-232 تصمم بحيث تؤمن الحماية أي تتحمل وصل إشارتي خرج مع بعض وكذلك تتحمل وصل إشارة خرج مع أرضي الإشارة ولذلك لايوجد خطر من التجريب المستمر حتى تنجح عملية توصيل بوابتي RS-232 مع بعض ولكن القياس يبقى هو الأسهل والأفضل والأسرع.

## المواصفات الكهربائية والزمنية للإشارات
إن مستويات الجهود المستخدمة للتعبير عن المعلومات هي:
25V ÷ -3V-: تمثل واحد منطق (Logic-1) وكذلك لها تسميات عديدة هي: Mark، OFF،
Not Active، Deasserted،
25V ÷ +3V+: تمثل صفر منطق (Logic-0) وكذلك لها تسميات عديدة هي: Space، ON، Active، Asserted.
أي أن دارات الربط تصمم بحيث أن أي جهد دخل يتراوح بين (3V-) و(25V-) سوف يعتبر واحد منطق، أما إذا كان متراوحا بين (3V+) و(25V+) فإنه يعتبر صفر منطق أما إذا كان متراوحا بين (3V-) و(3V+) فان الحالة تسمى Break، أي انقطاع.
تجدر الملاحظة إلى أن الجهود الشائعة الاستخدام هي 12V- و12V+ ولكن دارات الربط يجب أن تكون قادرة على التعامل مع إشارات الدخل المعيارية أي أنه لو كان لدينا بوابة ترسل إشارات بمستويات 12V± فإنها يجب أن تستطيع استقبال إشارات بمستويات مختلفة (مثلا 8V±).
أما بالنسبة لتوقيت الإشارات (Signal Timing) فإن المعيار يسمح بمعدل معلومات يصل إلى
20000 Bps (20,000 Bit per second) ولكنه لايحدد معدلات معينة ورغم ذلك فقد شاع استخدام معدلات معينة هي: 110, 300, 600, 1200, 2400, 4800, 9600, 19200 وجميعها مقاسة بالـ bps، كذلك فقد شاع استخدام سرعات عالية تصل إلى 256000 bps، كذلك فإن المعيار يفرض شروطا معينة على أزمنة الجبهة الصاعدة (الانتقال من الجهد السالب إلى الموجب) والجبهة الهابطة لتأمين العمل السليم فالزمن الطويل يجعل الإشارات عرضة للتأثر بالضجيج، أما الزمن القليل فإنه يجعل الإشارة الموجودة في سلك ما تؤثر بشكل سلبي على الإشارات الموجودة في الأسلاك المجاورة وهذا ما يسمى بظاهرة التسميع (Cross Talk). كذلك فقد تم تحديد الطول الأقصى للكابل المستخدم لربط بوابات RS-232 بحيث يكون أقل من ثمانية أمتار الا إذا كان الكابل ذو نوعية عالية فيسمح بطول أكبر خاصة إذا كانت السرعة منخفضة.

## بروتوكولات الإتصال في المعيار RS-232
إن المعيار RS-232 لايحدد أي نوع من قواعد الاتصال بين الأجهزة أي أنه لايحدد أي نوع من بروتوكولات الاتصال وإنما يقوم فقط بتوصيف إشارات الدخل والخرج القادرة على التعامل مع بروتوكولات الاتصال المتزامنة وكذلك مع غير المتزامنة.
لقد قامت منظمات أخرى غير الـ EIA بوضع بروتوكولات اتصال مختلفة قادرة على استخدام بوابات RS-232 وتم تضمين هذه البروتوكولات ضمن دارات الربط التي تقود بوابات الـ RS-232 في أجهزة DTE والـ DCE وكذلك ضمن البرمجيات التي تقود دارات الربط ذاتها. إن أشهر هذه البروتوكولات هو بروتوكول الاتصال التسلسلي غير المتزامن باستخدام خانات الابتداء والتوقف أي: (Asynchronous Serial Protocol using start-stop bits). كذلك تجدر الإشارة إلى أن شركات الدارات المتكاملة قد قامت بصناعة دارات قادرة على التعامل مباشرة مع بوابات الـ RS-232، ومن الدارات الشائعة الاستخدام في هذا المجال الدارة المصنعة من قبل شركة انتل والتي يرمز لها بـ Intel 8251A واسمها المختصر USART وهي اختصار للعبارة: Universal Synchronous/Asynchronous Receiver/Transmitter، أي دارة عامة للإرسال والاستقبال المتزامن وغير المتزامن. عند دراسة هذه الدارة نلاحظ أن الإرسال فيها يتم اعتماداً على معيار الـ Start-Stop أما الإرسال المتزامن فيعتمد مبدأ إرسال الحروف بشكل مستمر بدون خانات Start-Stop طبعاً وعندما لايوجد حروف للإرسال فإنه يتم إرسال حرف أو حرفين محددين مسبقاً يسميان حروف التزامن ويستمر إرسالهما حتى تتوفر حروف معلومات الإرسال. عند الاستقبال يجب وضع المستقبل في حالة اصطياد لحروف التزامن (Hunt Mode) وعند إيجاد هذه الحروف يتم الانتقال إلى استقبال المعلومات.
ملاحظة: إن شيوع استخدام بروتوكول الـ Start-Stop مع الـ RS-232 جعل المستثمرين يعتقدون أنه جزءاً من هذا المعيار ولكن هذا الاعتقاد غير صحيح حتماً.

## تطبيقات المعيار RS-232
لقد صمم هذا المعيار أصلا لربط DTE مع DTE آخر بعيد عنه عبر الشبكة الهاتفية وباستخدام أجهزة الموديمات (DCE) كما في الشكل 1. إن انتشار أجهزة الحاسبات والأجهزة المحيطية الأخرى ووجود بوابات الـ RS-232 فيها قاد المستثمرين إلى إيجاد تطبيقات عديدة لهذا المعيار وسنذكر منها مايلي:

### ربط DTE مع DTE مجاور
نحتاج كثيراً إلى ربط حاسب مع آخر قريب منه لتأمين تبادل المعلومات بينهما وقد وفرت بوابات الـ RS-232 أحد الطرق لتأمين ذلك كما يبين الشكل 9. إن المسافة بين الجهازين تعتمد على سرعة نقل المعلومات وعلى نوع الكابل المستخدم فعند سرعة 9600 bPS تصل المسافة إلى 17 متر باستخدام كابل عادي أما إذا تم استخدام كابل ذو نوعية عالية فإن المسافة يمكن أن تصل إلى 50 متراً (ذكرنا سابقاً أن المعيار الأصلي يحدد هذه المسافة بـ 8 متر وسرعة قصوى 20000 bPS ولكن هذه الأرقام تم تجاوزها حديثا بشكل كبير).

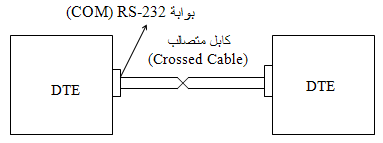
الشكل 9 ربط DTE مع آخر قريب منه

لو قارنا الشكل 9 مع الشكل 1 فإننا نلاحظ أن الكابل المتصالب قد حل محل الموديمات ولذلك تطلق عليه تسمية الموديم الافتراضي (Virtual Modem) أو الموديم الصفري (Null Modem). كذلك فإن غياب الموديمات الحقيقية واستخدام إرسال غير متزامن يمكننا من تبسيط عملية التوصيل لتصبح كما يبين الشكل 10. وكذلك يمكن تبسيطها أكثر طالما أن الإرسال غير متزامن لتصبح كما في الشكل 11، كذلك تجدر الملاحظة إلى أننا نحتاج إلى برمجيات مناسبة لتأمين عملية نقل المعلومات بين حاسبين مربوطين بكابل متصالب وهذه البرمجيات تنفذ بروتوكولات معيارية مثل: Zmodem, Xmodem وغيرها.

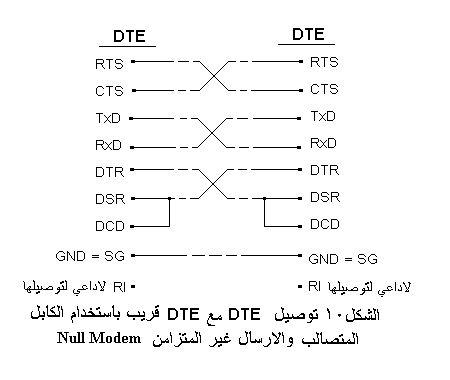

ملاحظة: إن نوعية الكابل تتحدد بعوامل عديدة نذكر منها ما يلي:
- أقطار الأسلاك ونوعية العازل بينها وهذه تحدد بدورها قيمة المكثف الذي يسبب ظاهرة التسميع.
- نسبة الجدل بين الأسلاك أي عدد الـ (Twist) في واحدة الطول.
- وجود التحجيب على الأسلاك الداخلية (Internal Shield).
- وجود التحجيب الخارجي على كامل الأسلاك (Shield).

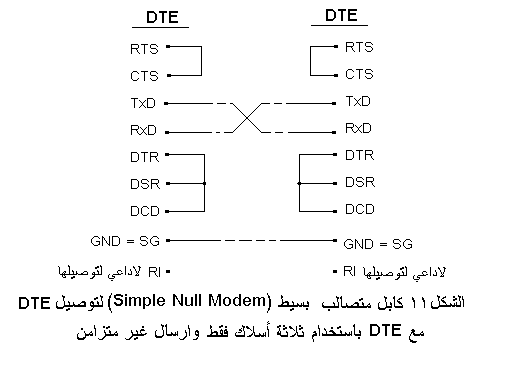

### توصيل (DCE) مع (DCE) مجاور
يتم ذلك بطريقة مماثلة لربط (DTE) مع (DTE) مجاور.

### يتم ذلك بطريقة مماثلة لربط (DTE) مع (DTE) مجاور
في هذه الحالة نستطيع تنفيذ ذلك باستخدام زوج واحد من الأسلاك فقط حيث نستخدم أحد السلكين لربط الـ (GND) في الجهازين أما السلك الثاني فإننا نربط به (TxD) من الجهاز المرسل إلى (RxD) في الجهاز المستقبل.

## تطور المعيار RS-232
لقد صمم هذا المعيار منذ حوالي أربعين عاماً ولم يكن أحد يتوقع بقاءه حتى اليوم ولكن العكس تماماً قد حصل فهو واسع الانتشار الآن تحت اسم بوابات (COM) وهو يزداد سرعة بفضل تطور دارات الربط وتحسين أنواع الكابلات المستخدمة ولذلك نجد حالياً سرعات تصل إلى 256 Kbps ومسافة تصل إلى 15 متر ورغم ذلك فإن تطوره غير كاف ولذلك تم تصميم معايير جديدة وأصبحت قيد الاستخدام مثل الـ USB (Universal Serial Bus) وغيره.

## اقرأ أيضاً
- نظام بلا رأس